# Porohon, Seredîna-Buda
Porohon (în ucraineană Порохонь) este un sat în comuna Rojkovîci din raionul Seredîna-Buda, regiunea Sumî, Ucraina.

## Demografie
Componența lingvistică a localității Porohon
     Rusă (81,78%)
     Ucraineană (17,78%)
Conform recensământului din 2001, majoritatea populației localității Porohon era vorbitoare de rusă (81,78%), existând în minoritate și vorbitori de ucraineană (17,78%).